# ÖBB 898
Die ÖBB 898.01 ist eine Schmalspur-Dampflokomotive und als Einzelstück zugleich der einzige Vertreter ihrer Reihe. Sie wurde 1941 von Henschel als Cn2t Musterlokomotive für die Heeresfeldbahnen der deutschen Wehrmacht mit der Fabriknummer 25702 gebaut. Sie erhielt die HF-Nummer 20751. Zunächst auf den Schmalspurbahnen in den Kriegsgebieten Jugoslawiens eingesetzt, wurde sie 1944 von Belgrad nach St. Pölten überstellt. Ab 1945 wurde sie in St. Pölten als Verschublokomotive für die Mariazellerbahn eingesetzt. Nach dem Zweiten Weltkrieg verblieb die Lokomotive bei den Österreichischen Bundesbahnen.
1953 wurde sie als 898.01 in das ÖBB-Nummernschema eingereiht. Sie wurde am 1. Dezember 1965 betriebsuntauglich auf dem „Lokomotivfriedhof“ in Ober-Grafendorf abgestellt. Von dort wurde die Lokomotive 1971 verkauft und in Felixdorf als Lokdenkmal aufgestellt, 1981 wurde sie dann vom Verein der Kärntner Eisenbahnfreunde für dessen Museumsbahn auf dem Reststück der Gurktalbahn erworben. Sie wurde bis 1998, teilweise als Lehrlingsausbildungsprojekt der Draukraftwerke AG, betriebsfähig aufgearbeitet und steht seitdem für die Museumsbahnzüge der Gurktalbahn zur Verfügung.